# Nowy Czas Chojnic
Nowy Czas Chojnic – tygodnik ukazujący się od 2002 do 2004 roku na obszarze powiatu chojnickiego.
Tygodnik powstał po upadku gazety „Czas Chojnic”, która była wydawana w latach 1997–2002 przez wydawnictwa Agora-Gazeta i Polska Prasa Lokalna. W 2005 roku czasopismo zmieniło nazwę tytułu na „Czas Chojnic” (ISSN 1734-0128).

## Redaktorzy naczelni
- Aneta Gawczyńska-Czupryniak
- Argymir Iwicki